# Jan Kalvoda
Jan Kalvoda (* 30. října 1953 Praha) je český advokát a bývalý politik, v 90. letech 20. století předseda Občanské demokratické aliance, poslanec České národní rady a Poslanecké sněmovny a člen vlád České republiky.

## Biografie
Vystudoval Gymnázium Na Zatlance a následně Právnickou fakultu Univerzity Karlovy a před rokem 1989 byl advokátem v Rokycanech. V roce 1989 podepsal petici Několik vět. V listopadu 1989 se v Rokycanech podílel na ustavení Občanského fóra (ještě několik dní po 17. listopadu zde byl dokonce krátce zadržen policií).
Jan Kalvoda žije v Praze, je ženatý a má 3 dcery.

### Politická kariéra
Po sametové revoluci se v únoru 1990 stal poslancem České národní rady v rámci procesu kooptací do ČNR jako bezpartijní, respektive za Občanské fórum (OF). Krátce poté mandát poslance obhájil v řádných volbách v roce 1990 (volební obvod Západočeský kraj) za Občanské fórum. Po rozkladu OF přešel v roce 1991 do Občanské demokratické aliance (ODA). Opětovně byl do České národní rady zvolen ve volbách v roce 1992 (volební obvod Středočeský kraj).
V letech 1991–1992 se profiloval na tématech souvisejících se státoprávním uspořádáním Československa. Odmítal koncepci založení československé federace na smlouvě dvou republikových orgánů tak, jak to prosazovala slovenská reprezentace. Tato koncepce by totiž z právního hlediska znamenala, že dosavadní Československo i jeho ústavní řád dočasně zaniká a je znovu utvořeno dvěma subjekty mezinárodního práva. Byl také významným oponentem obnovy Země Moravskoslezské a vytvoření spolkových zemí jako cesty uspořádání samosprávy v České republice. Tato koncepce byla požadována tehdy silným moravským hnutím. Byl tehdy jediným poslancem České národní rady, který hlasoval proti odsouzení zrušení země Moravskoslezské komunistickým režimem a zároveň proti požadavku její obnovy.
Po volbách v roce 1992 se pak stal členem českého kabinetu. V první a druhé vládě Václava Klause zastával v letech 1992–1997 post místopředsedy vlády, v druhé vládě Václava Klause byl navíc v letech 1996–1997 ministrem spravedlnosti. Představoval jednu z klíčových postav těchto koaličních vlád, protože v letech 1992–1997 působil jako předseda ODA. Na tento post byl zvolen na 4. konferenci ODA konané v březnu 1992. Jeho volba měla utlumit vnitrostranické spory mezi konzervativním křídlem (dosavadní předseda Pavel Bratinka) a křídlem pragmatickým (například Vladimír Dlouhý).
Nadále zasedal i v zákonodárném sboru. Po vzniku samostatné České republiky v lednu 1993 byla ČNR transformována na Poslaneckou sněmovnu Parlamentu České republiky. Mandát v ní obhájil ve volbách v roce 1996. Poslancem zůstal do prosince 1996.
Počátkem roku 1995 odstartoval jednu z vážných koaličních krizí, když naznačil, že Bezpečnostní informační služba sledovala české politiky. V té době zároveň ODA řešila aféru okolo půjčky ve výši 52 milionů korun, kterou si vzala na volební kampaň v roce 1992. Preference aliance se v roce 1995 propadly, ale Kalvoda na 8. konferenci ODA obhájil výrazným náskokem post předsedy.
Po volbách v roce 1996 se na 11. celostátní konferenci ODA pokusil o důraznější vymezení ODA oproti ODS a aliance pak zaznamenala výrazný úspěch v senátních volbách na podzim 1996. 17. prosince 1996 nicméně přišel náhlý konec Kalvodovy kariéry. Toho dne rezignoval na své politické funkce. Ve své rezignaci přiznal, že používal titul JUDr., ačkoliv nesložil rigorózní zkoušky. Tuto skutečnost prohlásil za jediný důvod svého odstoupení. Opustil poslaneckou sněmovnu a během několika týdnů byl nahrazen i ve vládních postech. Předsedou ODA zůstal formálně do března 1997, tedy do následující konference.

### Právnická kariéra
Od svého odchodu z politiky vykonává soukromou advokátní praxi v Praze. Do širšího povědomí vstoupil opět jako právní zástupce firmy Diag Human podnikatele Josefa Šťávy v jeho několikamiliardovém sporu s českým státem. Přestože Jan Kalvoda úřady informoval, že datovou schránku nemá, v roce 2017 mu byla předvolání k soudu doručována právě prostřednictvím datové schránky. Předvolání místo něho tak dostával stejnojmenný podnikatel Jan Kalvoda. Podle Jana Kalvody se tomu tak dělo téměř výhradně v kauze Diag Human, byl tedy přesvědčen, že záměna osob nebyla náhoda, ale záměr.
Zastupoval také poslance Miloše Melčáka v jeho ústavní stížnosti proti plánovaným předčasným volbám do Poslanecké sněmovny roku 2009, jejichž vykonání Ústavní soud skutečně odložil a následně předmětný ústavní zákon zrušil.